# Zlodowacenie hurońskie
Zlodowacenie hurońskie – najstarsze rozległe zlodowacenie w historii Ziemi, które miało miejsce w paleoproterozoiku, około 2,45–2,22 miliarda lat temu. Pozostawiło ono sekwencje osadów lodowcowych o dużej miąższości. Wiązało się ono silnie z wielkim zdarzeniem oksydacyjnym (wzrostem zawartości tlenu w atmosferze) i miało prawie globalny zasięg.

## Historia badań
Już w 1908 roku były znane dowody na wystąpienie zlodowacenia (m.in. tillity), a uczeni oceniali, że jego zasięg w Ameryce Północnej był porównywalny do zlodowaceń plejstoceńskich; znane były także wczesnoproterozoiczne osady lodowcowe z innych kontynentów, ale brakowało oceny ich wieku. W Ameryce Północnej wystąpiły w tym okresie trzy zlodowacenia. Obecnie wiadomo, że skały glacjogeniczne z tego okresu występują także w południowej RPA, Australii, Finlandii i Indiach, co wskazuje na szeroki zasięg zlodowaceń, które sięgnęły prawdopodobnie także niskich szerokości geograficznych.
W przyszłości planowana jest rewizja geologicznej skali czasu prekambru, w oparciu o zapis skalny, a nie absolutną chronometrię. Zlodowacenie hurońskie wyznacza przełom w historii Ziemi: przejście od ciepłej, redukującej atmosfery niemal pozbawionej tlenu do chłodniejszej atmosfery zawierającej tlen. Początek zlodowacenia może stanowić podstawę określenia granicy archaiku i proterozoiku. Badania są kontynuowane.

## Przebieg
Zlodowacenie hurońskie wystąpiło w okresie znacznego spowolnienia aktywności magmatycznej Ziemi, przypuszczalnie związanego ze zmianą charakteru konwekcji w płaszczu Ziemi i wychłodzenia skał płaszcza po epizodzie intensywnego tworzenia nowej skorupy ziemskiej w neoarchaiku. Towarzyszyło temu znaczne ochłodzenie atmosfery, najprawdopodobniej związane ze wzrostem zawartości tlenu i spadkiem zawartości gazów cieplarnianych, zwłaszcza metanu. Poziom tlenu, produkowanego przez fotosyntetyzujące sinice, przekroczył w tym okresie 1/100 000 dzisiejszej zawartości.
Wzrost zawartości tlenu przed wystąpieniem pierwszego zlodowacenia spowodował spadek zawartości metanu. Duży zasięg lodowców wywołał spadek produkcji pierwotnej, a poziom zarówno metanu, jak i tlenu w czasie zlodowacenia był bardzo niski. Jednocześnie wulkanizm, choć relatywnie słaby, stale wprowadzał do atmosfery dwutlenek węgla, który także jest gazem cieplarnianym, aż jego zawartość przekroczyła krytyczny poziom i spowodowała szybką deglacjację. W okresie między zlodowaceniami wietrzenie chemiczne i aktywność biologiczna przyczyniły się do ponownego spadku zawartości CO2. Biologiczna produkcja metanu osłabła w związku ze spadkiem temperatur lub zmniejszeniem tempa dostarczania składników odżywczych do oceanu; rozważane jest także powstanie mgły węglowodorowej, takiej jak w atmosferze Tytana, które mogło zintensyfikować ochładzanie na wysokich szerokościach geograficznych. Kombinacja tych czynników mogła przyczynić się do nawrotu zlodowaceń i zwiększyć czas ich trwania.

## Konsekwencje
Po zakończeniu okresu zlodowaceń atmosfera była natleniona, a dwutlenek węgla trwale zastąpił metan w roli głównego gazu cieplarnianego. Poziom tlenu rósł w dużym tempie, a w zapisie kopalnym po raz pierwszy pojawiły się eukarionty; przypuszczalnie pojawiły się wśród nich także pierwsze formy wielokomórkowe.